# Станислав Балан
Станислав Александров Балан е български юрист, дипломат и личен секретар на цар Борис III.

## Биография
Роден е на 15 март 1897 г. в София в семейството на езиковеда Александър Теодоров-Балан и Юлия (Жули) Гресо, французойка, дошла в България като католическа мисионерка. Брат е на проф. Милко Балан и летеца Владимир Балан.
Завършва право във Франция. До 1935 г. работи като прокурист в осигурителни дружества („Звезда“ и „Балкан“). През 1938 г. постъпва на държавна служба в Дирекцията на печата, работейки с френски, английски и немски език. Спечелва конкурс, обявен от Министерството на външните работи и през 1940 г. постъпва там на служба. На работа в Двореца постъпва през октомври 1940 г. Личната му подготовка е причина да му бъдат възлагани политически задачи. Всекидневно получава от Дирекцията на печата предназначените за цар Борис III сведения: поверителния бюлетин БТА, служебни извадки и устни сведения от директора на печата за царя, които той предава писмено или устно. В кръга на задълженията му е и да поддържа връзки с германската, английската, френската, японската и турската легация. Придружава царя при пътуванията му до Германия за срещи с Хитлер. Възлагани са му специални поръчения до германските държавни дейци.
През 1942 г. се застъпва пред царя за своя съученик Трайчо Костов, арестуван и подсъдим по делото, станало известно като процес срещу ЦК на БРП. По разкази и показания на Станислав Балан, при него отиват близки на подсъдимия Трайчо Костов и го молят за това. Той разказва за него на държавния глава по време на екскурзия до връх Мусала, след като царят пръв изразява притеснение за многото смъртни присъди, които се искат на процеса. На следващия ден Борис III му казва: „Между другото, човекът няма да бъде осъден на смърт. Ще получи присъда, но войната скоро ще свърши и той ще излезе...“
През 1942 г. с ходатайство пред царя той спасява живота и на дъщерята на Ана Желязкова, Таня, лекарка, осъдена на смърт по Закона за защита на държавата. Майката предава лично на него молба за помилване (26 ноември 1942) и на 5 януари 1943 г. тя е помилвана. За това Ана Желязкова по-късно свидетелства на процеса срещу Станислав Балан.
След деветосептемврийския преврат Балан е съден от Народния съд по обвинение, че е подпомагал личния режим на царя. Бащата на Станислав Александър Теодоров-Балан се обръща с молба към Трайчо Костов и Вълко Червенков. Осъден е не на смърт, а на доживотен строг тъмничен затвор, конфискация на имуществото, три милиона лева глоба и лишаване завинаги от граждански права. След като излежава част от наказанието, е освободен и става секретар на баща си, подготвяйки трудовете му за печат. До края на живота си се интересува от българското царско семейство и дейността на последния български владетел Симеон Сакскобургготски.
През 80-те години на ХХ век Балан е привлечен за участие в операцията на Държавна сигурност „Корона“, целяща Симеон Сакскобургготски да предаде част от царския архив на българската държава, евентуално с компенсации. Предвидената роля за Балан е да спомогне за установяването на контакт.
По спомените на писателя Георги Данаилов Станислав Балан умира в резултат на странна нелепост – самоубиец се хвърля от последния етаж на ЦУМ и пада на партера върху него.

## Личен живот
Женен е за Петя Балан, дворцова дама и приятелка на царица Йоана. Нямат деца.